# Farra d'Isonzo
Farra d'Isonzo est une commune de la province de Gorizia dans la région Frioul-Vénétie Julienne en Italie.

## Géographie
Farra d'Isonzo se situe sur la rive droite de l'Isonzo, un peu à l'écart au nord-ouest du fleuve.
L'autoroute Villesse-Gorizia (A34) traverse la commune, en passant entre le bourg, au nord, et, au sud, la commune de Gradisca d'Isonzo et le cours de l'Isonzo.

## Histoire
Les Romains construisent un pont sur l'Isonzo au lieu-dit Mainizza, avec une mansio (gîte d'étape), pour permettre le passage de la voie reliant Aquilée à Emona (aujourd'hui Ljubljana, en Slovénie) avant qu'elle n'entre dans la vallée de Vipava. Cette étape est appelée Pons Sonti dans la Table de Peutinger.
Farra doit son nom aux Lombards : en lombard, fara désigne une famille, un clan, et par extension le domaine de cette famille.
Au XIXe siècle, Farra faisait partie de l'empire austro-hongrois et n'est devenue italienne qu'en 1921.

## Administration
| Période                                  | Période | Identité | Étiquette | Qualité |
| ---------------------------------------- | ------- | -------- | --------- | ------- |
|                                          |         |          |           |         |
| Les données manquantes sont à compléter. |         |          |           |         |

### Hameaux
Borgo Grotta, Mainizza (au bord de l'Isonzo), Villanova di Farra et Case Bressan (sur les hauteurs), Borgo dei Conventi, Monte Fortin, Borgo del Molino, Fossata

### Communes limitrophes
Gorizia, Gradisca d'Isonzo, Mariano del Friuli, Moraro, Mossa, Sagrado, San Lorenzo Isontino, Savogna d'Isonzo

## Économie
Les hauteurs de Farra sont couvertes de vignes qui produisent du vin d'appellation Collio ou Collio Goriziano (DOC).
Une autre activité bien présente dans la commune est l'élevage bovin.

## Lieux et monuments

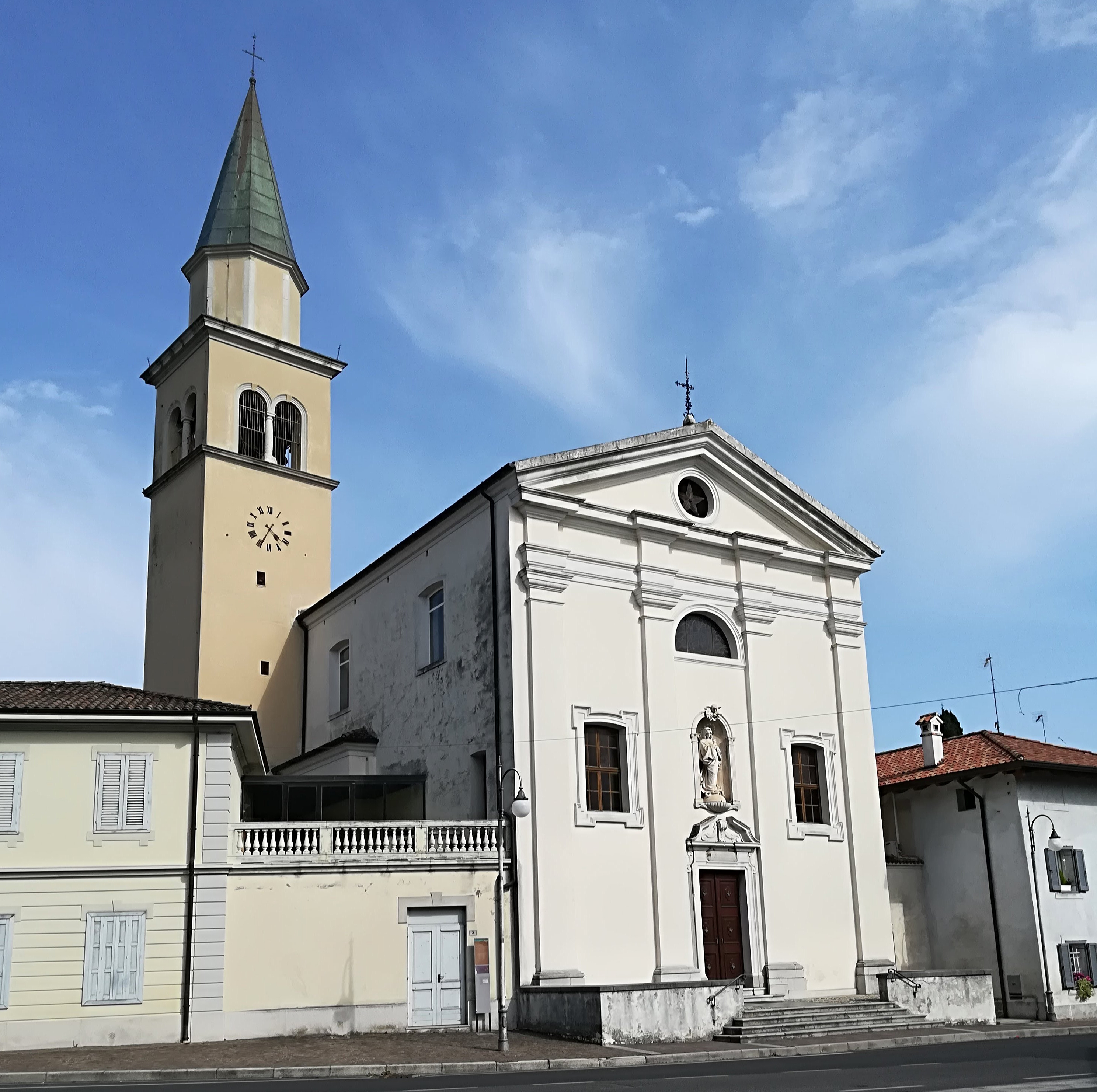
L'église Santa Maria Assunta.

- Église paroissiale Santa Maria Assunta, de style néoclassique, construite en 1923 pour remplacer l'église édifiée au XVIIIe siècle et détruite pendant la Première Guerre mondiale.
- Palais Strassoldo-Peteani-Calice (XVIIIe siècle), devenu en 1908 la mairie.
- Musée de la culture rurale frioulane, à Borgo Grotta.
- L'observatoire astronomique de Farra d'Isonzo est situé sur la commune, près des villages de Case Bressan et Villanova di Farra. Il est crédité pour la découverte de 165 astéroïdes par le Centre des planètes mineures[4].
- Mont Fortino, point le plus élevé de la commune (116 m), accessible depuis Villanova. Panorama.

### Pons Sonti
Probablement vers 14 ap. J.-C., les Romains construisent un pont sur le fleuve au niveau de l'actuelle localité de Mainizza, pour faire passer la voie menant d'Aquilée vers Emona (aujourd'hui Ljubljana, en Slovénie), qui est peut-être la via Gemina. Ils établissent une mansio, qui porte le nom de Pons Sonti sur la Table de Peutinger. Des vestiges de ce pont ont été retrouvés.
Le nom de Pons Sonti, qui figure sur la Table de Peutinger à 14 milles d'Aquilée, est une déformation de Pons Aesonti (« Pont de l'Isonzo », appelé Aesontius en latin).

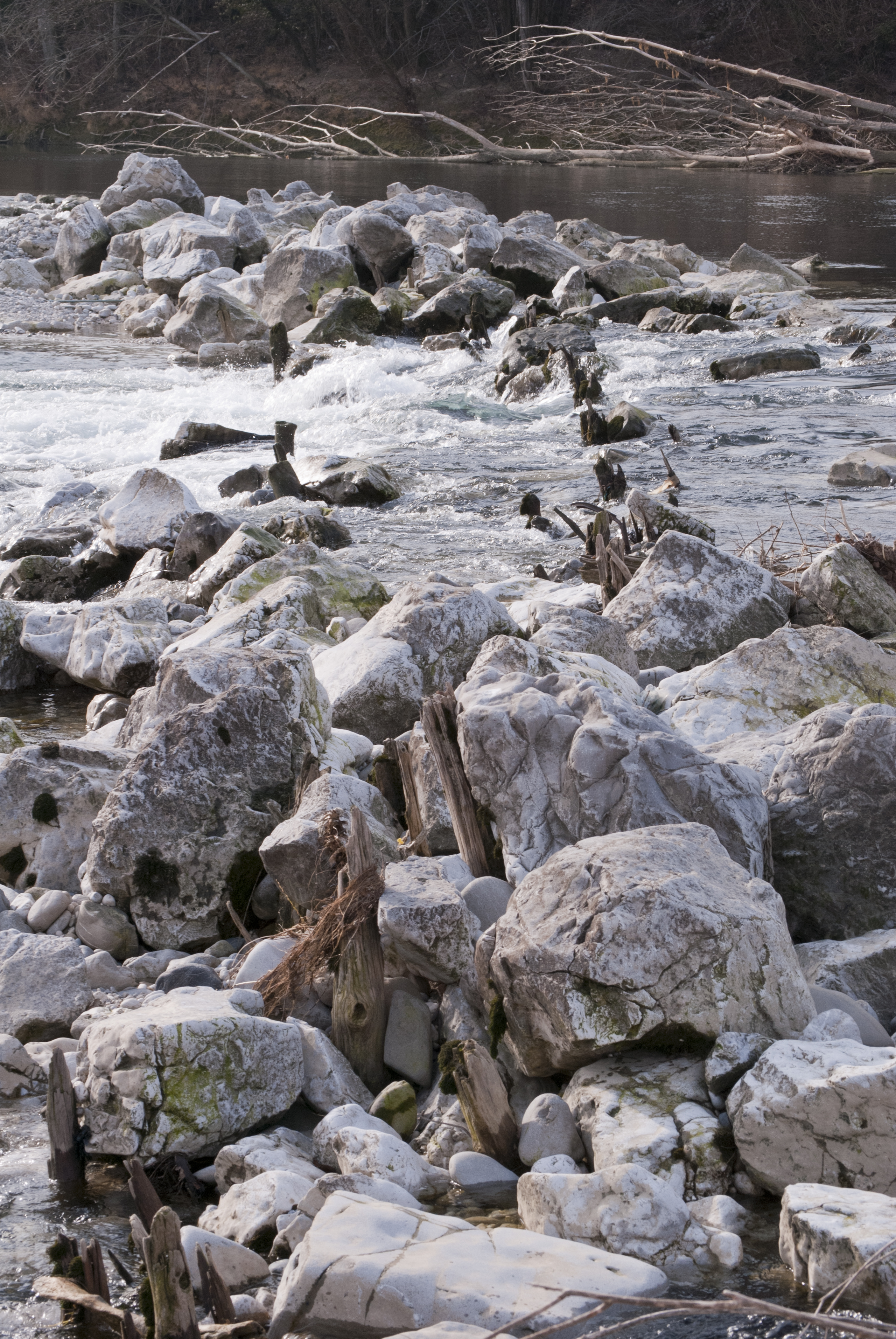
Traces du pont romain de la Mainizza
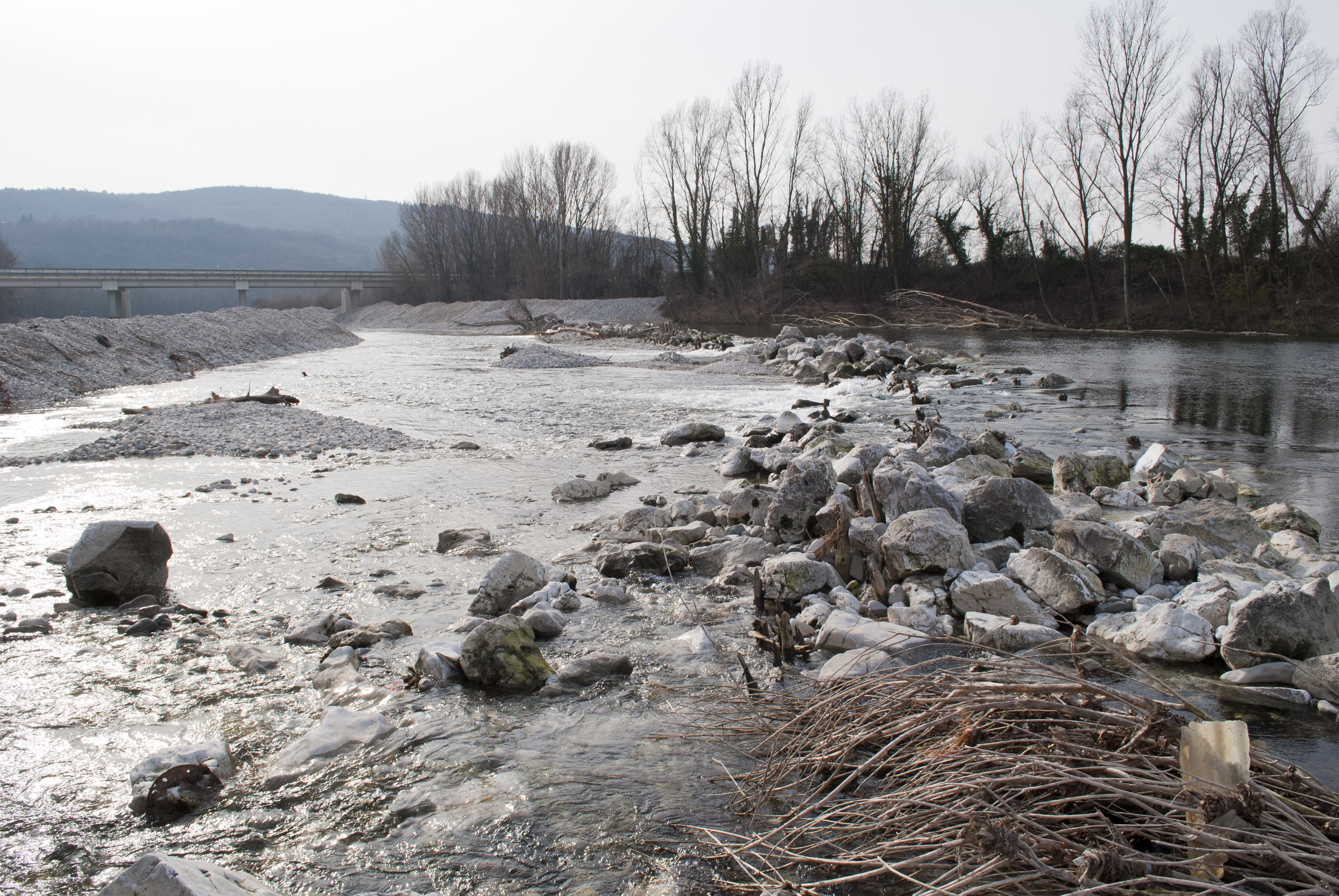
Localisation du pont romain